# Montelaterone
Montelaterone is een plaats (frazione) in de Italiaanse gemeente Arcidosso.
Is een pittoresk middeleeuws stadje, dat ontwikkeld langs de kam van een berg. Er zijn veel gebouwen en kerken uit de Middeleeuwen.